# أحمد علي تشليكتن
أحمد علي تشليكتن (بالتركية: Ahmet Ali Çelikten) يعرف أيضًا أحمد العربي أو أحمد علي الإزميرلي (1883م – 1969م)، هو طيار عثماني خدم في الجيش العثماني في البحرية العثمانية ثم البحرية التركية وفي القوات الجوية العثمانية ثم في القوات الجوية التركية من (1908م إلى 1949م)، يعرف أحمد علي بأنه أول طيار أسود في تاريخ العالم.

## السيرة الذاتية
ولد أحمد علي تشليكتن عام 1883 م في ازمير في ولاية آيدين العثمانية. عسكري عثماني تركي، خدم في الجيش العثماني ثم التركي ضمن سلاح البحرية ثم الطيران من 1908 م إلى 1949 م.
جدته من طرف امه هي من إمبراطورية بورنو (الآن:الشمال الشرقي في نيجيريا).
لقد أنجبت هذه الأمة في رومانيا مولودة حرة سميت زنجية أمينة والتي تزوجت بدورها علي ابكر من صومالي من قبيلة بن إسحاق خاصا من بن عبد الله سعد .نتقل العائلة للعيش في البصرة وقد أستقرا في إزمير والتي اقطع فالسلطان عبد المجيد لقد انجبا 3 مواليد أكبرهم أحمد علي في 1883 م، الذي سيصبح له شأن عظيم.
هو أول أسود بالإضافة إلى اوجين جاك بولارد قام بقيادة طائرة مطاردة في التاريخ وهذا في إطار الحرب العالمية الأولى. سمي بأحمد العربي ربما نسبة إلى أبيه، ولو أن تشليكتن تعني بالتركية المصنوع من الحديد أو الصلب أو مادته صلب. تزوج من خديجة هانم واصلها من مدينة برويزة في الشمال الغربي لليونان أثناء الحرب العالمية الأولى ورزق منها بـإبنين و 3 بنات. وقد أصبح إبنيه معمر ويلماز طيارين مثل والدهما وبقية العائلة ارتبطت بطيارين. أصبحت زوجته خديجة هانم، أخته، حفيدته وإبنيه الإثنين كذاك ربابنة طائرات.
دخل المدرسة البحرية العثمانية في عام 1904 م، ومدرسة الطيران في 1914 م، ونال منها شهادة تخرجه 3 أيام قبل إعلان الحرب العالمية الأولى في أوروبا. شارك في الحرب العالمية الأولى من 1914-1918 م ضمن الجيش العثماني. في نوفمبر 1916 م أصبح يقود طائرة مطاردة في الحرب العالمية. في 1917 ترقى إلى رتبة قبطان وتابع تربص ربان طائرة في مدرسة تحسين المستوى في برلين. شارك في حرب الاستقلال التركية بعد 1918 و بقي يعمل في إطار الطيران في تركيا إلى سنة 1949.

## معرض صور

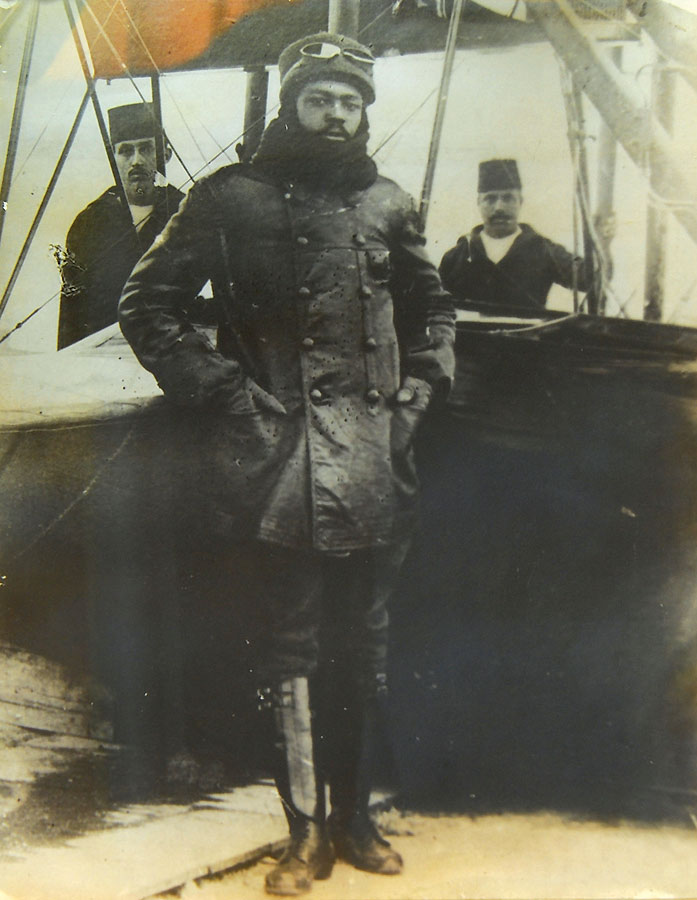
الربان احمد علي تشليكتن برتبة قبطان بعد 1917 امام طائرته
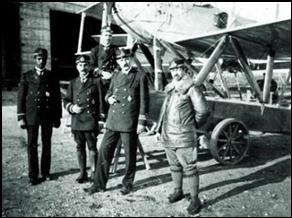
مجموعة من الطيارين في مدرسة البحرية للطيارين في آيا ستيفانوس و منهم من اليمين إلى اليسار الربابنة احمد علي تشليكتن ، سامي اوتشن ، احسان و المدرب حسين كامل (كركن)
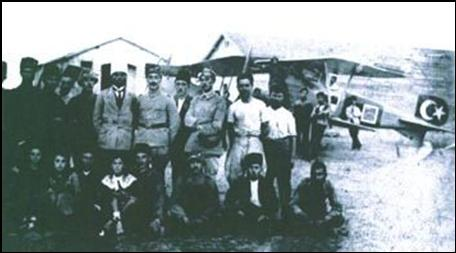
احمد علي تشليكتن (بالطربوش الأبيض في الوسط) في مدرسة الطيران في قونية في حرب الاستقلال التركية